# Président de la Junte de Galice
Le président de la Junte de Galice (en espagnol : Presidente de la Junta de Galicia, en galicien : Presidente da Xunta de Galicia) est le chef de gouvernement de la Galice.
Le titulaire de ce poste est le conservateur Alfonso Rueda depuis le 13 mai 2022.

## Élection
L'alinéa 1er de l'article 152 de la Constitution espagnole de 1978 dispose que « l’organisation institutionnelle autonome se fondera sur [...] un président, élu par l’assemblée parmi ses membres et nommé par le roi ». L'alinéa 2 de l'article 15 du statut d'autonomie prévoit ainsi que « le président de la Junte sera élu par le Parlement galicien parmi ses membres et nommé par le roi ».

### Procédure parlementaire
Après que le Parlement a tenu sa séance constitutive et dans tous les autres cas où cela s'avère nécessaire, le président du Parlement propose un candidat à la présidence de la Junte, après avoir consulté les forces politiques dotées d'une représentation parlementaire et entendu le bureau de l'assemblée. La proposition doit être formulée au plus tard trente jours après la constitution de la nouvelle législature ou la fin des fonctions du président précédent.
La séance d'investiture commence par une prise de parole du candidat, qui expose son programme sans limite de temps. À la suite d'une suspension de séance d'au moins 48 heures, chaque groupe parlementaire intervient pour une durée maximale fixée par le bureau du Parlement en accord avec la conférence des porte-paroles. Le candidat peut prendre la parole chaque fois qu'il le requiert, pour répondre individuellement ou collectivement aux représentants des groupes. Les groupes ainsi interpellés ont droit à une réplique d'une durée qui ne peut être supérieure à dix minutes.
À l'issue du débat, le candidat sollicite la confiance de l'assemblée. Celle-ci lui est accordée à la majorité absolue des députés, soit 38 puisque le Parlement de Galice compte 75 sièges. S'il échoue, un second vote est convoqué minuit plus tard, au cours duquel la majorité simple est suffisante. En cas de nouvel échec, la procédure recommence depuis le début.
Si aucun candidat n'est parvenu à remporter l'investiture des parlementaires dans un délai de deux mois à compter du tout premier vote, le Parlement est dissous et de nouvelles élections sont convoquées.

### Nomination et entrée en fonction
Quand un candidat obtient la confiance des députés, le président du Parlement en informe le roi aux fins de nomination. Le décret qui nomme le président de la Junte est publié au Bulletin officiel de l'État (BOE) et au Journal officiel de Galice (DOG). Le président investi prend ses fonctions dans les cinq jours qui suivent cette publication et prononce à cette occasion le serment suivant : 
« Juro o prometo ser fiel a mi mandato como Presidente de la Xunta, observar y hacer cumplir la Constitución y el Estatuto de Autonomía y las demás leyes de Galicia y del Estado y ejercitar mis funciones en el interés supremo y exclusivo de Galicia y de España. »
« Je jure/promets d'être fidèle à mon mandat de président de la Junte, de respecter et faire appliquer la Constitution et le statut d'autonomie et les autres lois de la Galice et de l'État, et d'exercer mes fonctions dans l'intérêt supérieur et exclusif de la Galice et de l'Espagne. »

## Fonctions
Selon les dispositions de l'article 15 du statut d'autonomie, « le président dirige et coordonne l'action de la Junte, et exerce la représentation de la communauté autonome et la représentation ordinaire de l'État en Galice ».

### Représentant de la Galice
Il revient au président de la Junte d'exercer les fonctions suivantes : 
- la représentation de la Galice dans ses relations avec les autres institutions de l'État ;
- la souscription des conventions et accords de coopération avec les autres communautés autonomes ;
- la convocation des élections au Parlement de Galice après sa dissolution ;
- la promulgation des lois de Galice et des décrets législatifs au nom du roi, et leur publication au DOG ;
- la dissolution du Parlement, après délibération en conseil de la Junte.

### Représentant de l'État
Le président de la Junte assure les relations avec la délégation du gouvernement aux fins de mieux coordonner les actions de l'État et des autorités territoriales, ordonne la publication de la nomination du président du tribunal supérieur de justice au DOG, et des lois et décrets législatifs galiciens au BOE.

### Chef du gouvernement
Le président de la Junte est responsable : 
- de créer, modifier et supprimer la ou les vice-présidences, le cas échéant, et les départements exécutifs (Consellerías), ainsi que nommer et mettre un terme aux fonctions des vice-présidents et conseillers ;
- de convoquer, présider, suspendre et lever les réunions du conseil de la Junte et des commissions déléguées, et de conduire leurs délibérations ;
- de diriger et coordonner l'action du gouvernement et assurer sa continuité ;
- de veiller à la mise en œuvre des directives de la Junte, et de promouvoir ou coordonner l'exécution des décisions adoptées par le conseil et les commissions déléguées ;
- d'assurer la coordination entre les différents départements exécutifs ;
- de coordonner le programme législatif du gouvernement et l'élaboration des normes à caractère général ;
- de confier par intérim la direction d'un département ou de la présidence à un vice-président ou un conseiller en cas d'absence, de maladie ou d'empêchement de son titulaire ;
- de poser la question de confiance au Parlement après délibération en conseil ;
- de présenter personnellement ou par l'intermédiaire d'un conseiller les projets de loi au Parlement ;
- de transmettre au Parlement les informations et la documentations que ce dernier requiert ;
- de demander au Parlement de se rassembler en session extraordinaire ;
- de solliciter la tenue d'un débat politique générale au sein du Parlement ;
- de communiquer au Parlement l'interjection de recours en inconstitutionnalité et en conflit de compétences devant le Tribunal constitutionnel, ainsi que la décision de la Junte de se joindre à de tels recours qui affectent la Galice.

## Avantages matériels
Le président de la Junte a droit : 
- à la prééminence protocolaire ;
- de recevoir les honneurs qui lui sont dus conformément au droit en vigueur ;
- de recevoir le prédicat honorifique d'excellence (Excelencia) ;
- d'user du drapeau de la Galice comme son étendard ;
- d'occuper sa résidence officielle, avec une dotation en services et personnels ;
- de percevoir la rémunération et les frais de représentation prévus par le projet de loi de finances ;
- de recevoir à vie le prédicat honorifique d'excellence et les honneurs protocolaires que dicte le droit en vigueur.

Il bénéficie d'une résidence officielle, le palais de Monte Pío, sis dans le secteur de Casas Novas à Saint-Jacques-de-Compostelle et construit entre 2001 et 2002 sous la présidence de Manuel Fraga. Précédemment et depuis 1984, le président disposait d'un logement de fonction dans le secteur de Roxos, considéré au fil des années comme inadapté.
Pour l'année 2025, il perçoit un rémunération de 85 324,80 €, distribuée en quatorze mensualités (douze sous forme d'indemnité mensuelle et deux sous forme de prime).

## Administration
La présidence de la Junte de Galice se structure ainsi, : 
- Secrétariat général de la Présidence ; 
  - Vice-secrétariat général ;
  - Cabinet juridique ;
  - Contrôle général ;
  - Direction générale du cabinet de la présidence ;
- Secrétariat général des Moyens ; 
  - Sous-direction générale de la Gestion et de la coordination des moyens ;
  - Sous-direction générale de l'Ingénierie et de la planification de la radio, de la télévision et du multimédia ;
  - Sous-direction générale du Régime juridique ;
  - Direction générale de la Communication ;
- Bureau de coordination économique de la Présidence ; 
  - Sous-direction générale de la Coordination, des Études et du Suivi ;
- Direction générale des Affaires juridiques.

## Fin de mandat
Le mandat du président de la Junte prend fin en cas de tenue des élections au Parlement de Galice, de perte de la confiance parlementaire, de démission, de décès ou d'incapacité reconnue par le Parlement. En cas de décès et d'incapacité, l'intérim de la présidence est assumée par le vice-président ou le premier d'entre eux le cas échéant, sinon par le conseiller en fonction comptant le plus long mandat consécutif au sein de la Junte. Dans les autres cas, le président sortant assure la gestion des affaires courantes.

### Motion de censure
La responsabilité politique de la Junte et du président peut être mise en cause par le Parlement au moyen du vote d'une motion de censure. Celle-ci doit être signée par au moins 20 % des députés, soit 15 signatures, et proposer un candidat à la présidence de la Junte.
Le vote ne peut intervenir moins de cinq jours après le dépôt de la motion, et des motions alternatives peuvent être déposées dans les deux jours qui suivent celui-ci. Si la motion est rejetée, ses signataires ne peuvent en présenter de nouvelle au cours de la même session parlementaire.
Si elle est adoptée, le président et les conseillers sont automatiquement relevés de leurs fonctions tandis que le candidat proposé par la motion est considéré comme investi de la confiance du Parlement. Il est ensuite nommé par le roi.

## Titulaires
Entre avril 1978 et mai 1981, les quatre provinces formant la Galice sont gouvernés par une entité juridique dénommée elle aussi Junte de Galice,.
Depuis avril 1978, la Galice a connu huit présidents : deux issus de l'Union du centre démocratique (UCD) pendant la période pré-autonome, puis quatre du Parti populaire (PP) — et de l'Alliance populaire (AP) — et deux du Parti socialiste ouvrier espagnol (PSOE) depuis l'accession pleine à l'autonomie.